# Bahnhof Berlin-Pankow
Der Bahnhof Berlin-Pankow ist sowohl ein S-Bahnhof als auch ein 1997 stillgelegter Rangierbahnhof im Ortsteil Pankow des gleichnamigen Berliner Bezirks. Unterhalb des S-Bahnhofs befindet sich seit 2000 der U-Bahnhof Pankow. Die Bahnhöfe befinden sich an der Kreuzung der Stettiner Bahn mit der Berliner Straße, die die schnellste Verbindung zwischen dem Ortsteil Pankow und der historischen Mitte Berlins herstellt. Beim Rangierbahnhof und dem S-Bahnhof handelte sich um zwei eigenständige Betriebsstellen.

## Bahnhofsanlage

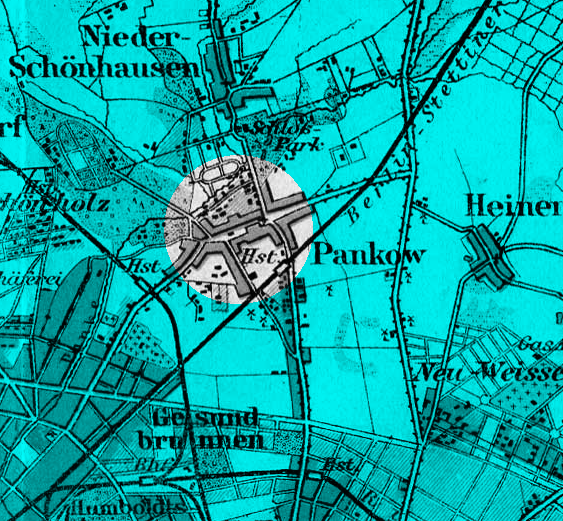
Lage des Pankower Ortskerns mit Bahnhof, aus: Berlin und Umgebung (Ausgabe 1894)

### S-Bahnhof

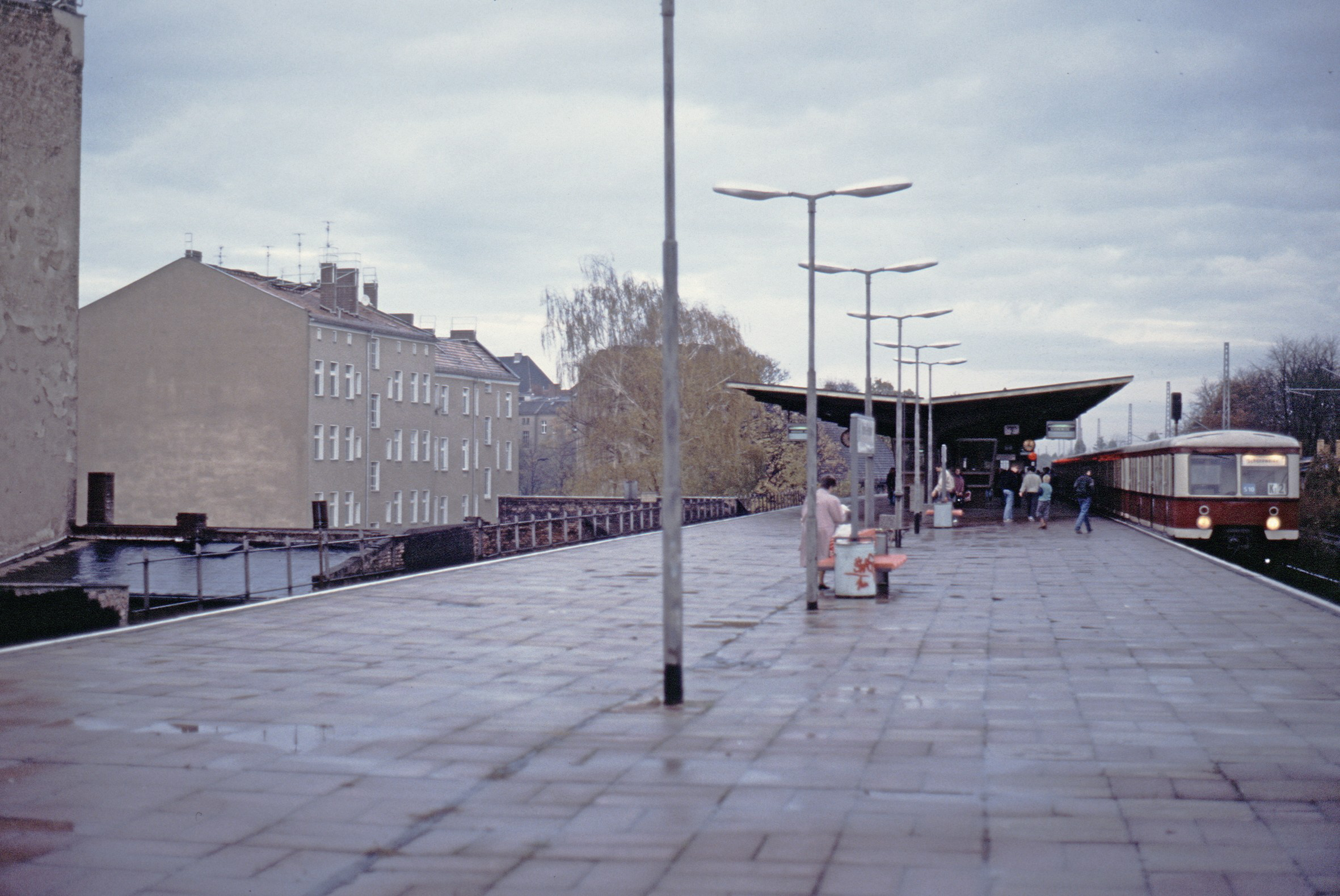
Bahnsteig des S-Bahnhofs mit Zug der Baureihe 277, 1991

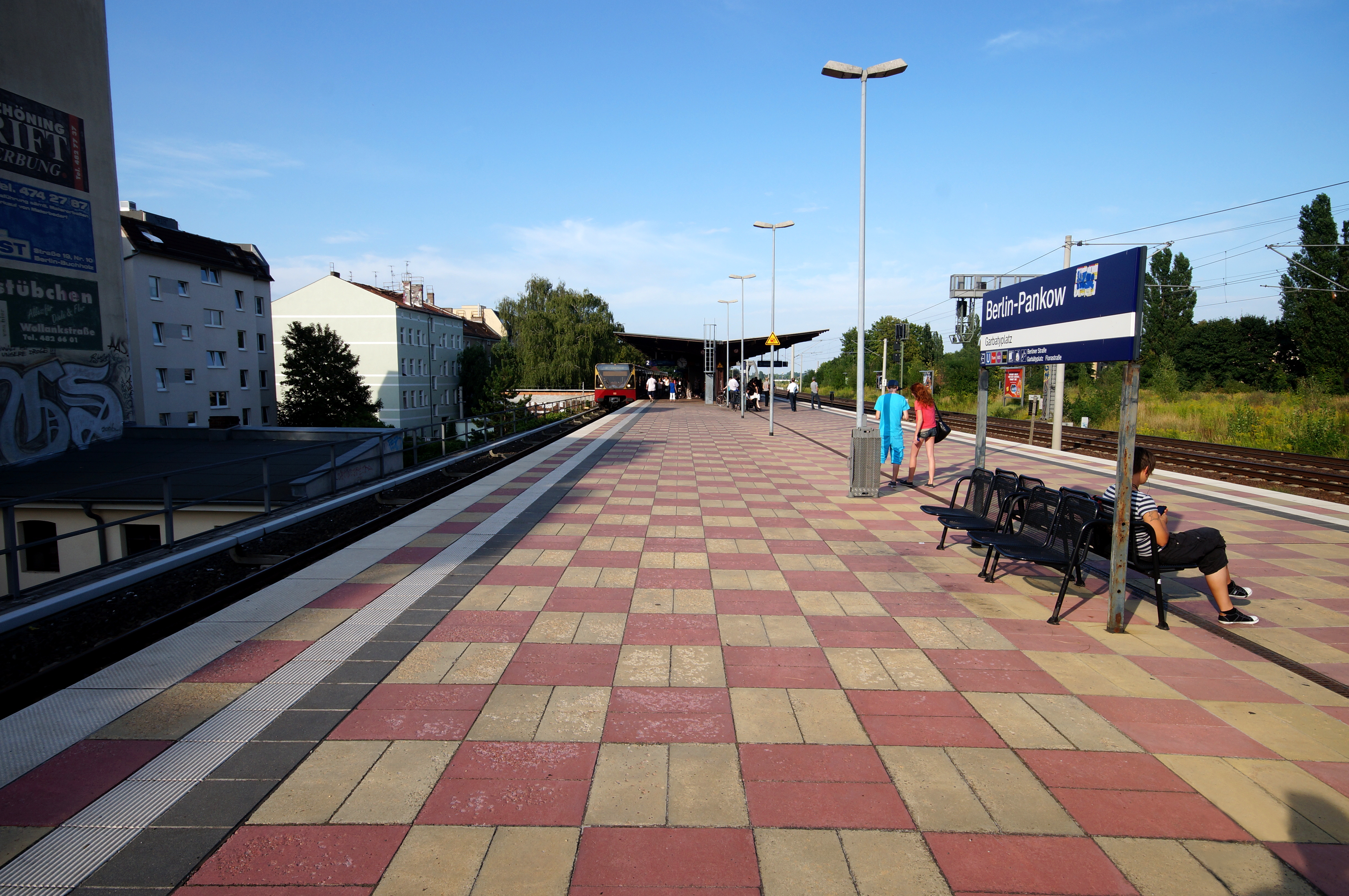
Bahnsteig des S-Bahnhofs mit Zug der Baureihe 480, 2013

Die bis 1920 selbstständige Gemeinde Pankow war beim Bau der Eisenbahn von Berlin aus die nächste größere Siedlung an der Strecke nach Stettin. Obwohl dem Ort eine Bedeutung als Sommerfrische und Ausflugsziel nachgesagt wurde, befand sich der erste Halt im 18 Kilometer weiter entfernten Bernau. Erst am 15. Oktober 1880 wurde auch in Pankow ein Halt eingerichtet. Der Ortskern von Pankow lag nahezu einen Kilometer vom Bahnhof entfernt an der Chaussee nach Berlin. Das Bahnhofsumfeld lag somit in den Anfangsjahren der Eisenbahn weit außerhalb, wurde aber unter dem Einfluss des Bahnhofs bald besiedelt. Der heutige Bahnhof Pankow wurde kurze Zeit nach Eröffnung in Pankow-Schönhausen umbenannt. Dieser Name bezog sich auf das unweit entfernte Schloss Schönhausen im nahegelegenen Niederschönhausen. Den Namen ‚Bahnhof Pankow‘ erhielt die nahegelegene Station der Berliner Nordbahn (heute: Bahnhof Wollankstraße).
Mit dem Bau des Rangierbahnhofs Pankow wurde der Personenbahnhof ebenfalls umgebaut und erhielt im Zuge der Arbeiten einen Bahnsteig „nach Art der Berliner Stadtbahnstationen“. Bis 1916 wurde auf der Stettiner Bahn bis Bernau der Vorortverkehr vom Fern- und Güterverkehr getrennt. Das neue Gleispaar für den Fern- und Güterverkehr ging zwischen der bisherigen Strecke und dem Rangierbahnhof in Betrieb und war bei dessen Anlage baulich berücksichtigt worden. Im Zuge der Erweiterung wurde von 1909 bis 1914 auch ein neues Empfangsgebäude nach Plänen von Karl Cornelius und Ernst Schwartz an der Nordseite errichtet. Gut zehn Jahre später wurde der elektrische Betrieb auf der gesamten Vorortstrecke erprobt. Ausgehend vom Elektrifizierungsbeschluss im Jahr 1913 beabsichtigte die Deutsche Reichsbahn bis 1922 noch einen Oberleitungsbetrieb und 15 Kilovolt 16 2⁄3 Hertz Wechselspannung. Zwischen den Bahnhöfen Pankow und Pankow-Heinersdorf wurden zu Beginn des Jahres 1921 bereits zwölf Masten im Abstand von rund 100 Meter aufgestellt. Die Reichsbahndirektion entschied sich jedoch für den noch heute bei der Berliner S-Bahn üblichen Betrieb mit seitlicher Stromschiene. Für die Stromversorgung wurde in Pankow das Umformerwerk errichtet. Am 8. August 1924 konnte der elektrische Regelbetrieb aufgenommen werden.
Die Auswirkungen des Zweiten Weltkriegs waren für die Bahnhofsanlage gering. Zu den Zerstörungen zählte unter anderem das alte Bahnhofsgebäude an der Berliner Straße südlich der Ferngleise. Seit dem 3. Oktober 1954 heißt der Bahnhof Berlin-Pankow.
Anlässlich der Errichtung des U-Bahnhofs wurde ab 2003 das Bahnhofsumfeld neu gestaltet und der S-Bahnhof saniert. Dazu wurden die Bahnsteigkanten erneuert. Die Brücken über die Berliner Straße wurden durch Neubauten ersetzt, zunächst wurde 2003/2004 der Überzug der S-Bahn-Gleise erneuert, 2005 wurde der Überbau der Fernbahn eingebaut. Die alten Überführungen zum Rangierbahnhof wurden 2008 abgerissen.

### Ehemaliger Rangierbahnhof

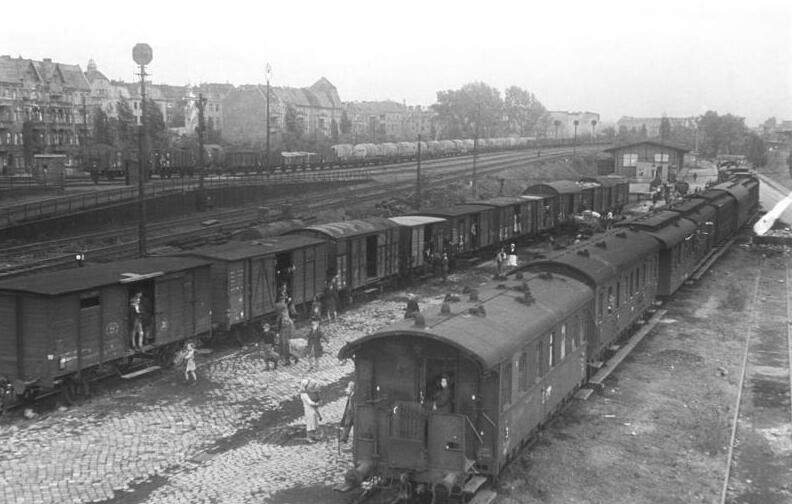
Rangierbahnhof Berlin-Pankow, 1946; im Vordergrund die Ladestraße I mit einem Umsiedlertransport, dahinter die Hauptgleise 10 und 11, anschließend die Einfahrgleise 12 bis 16, die auch als Abdrückgleise über den Ablaufberg dienten und im Hintergrund die Granitzstraße

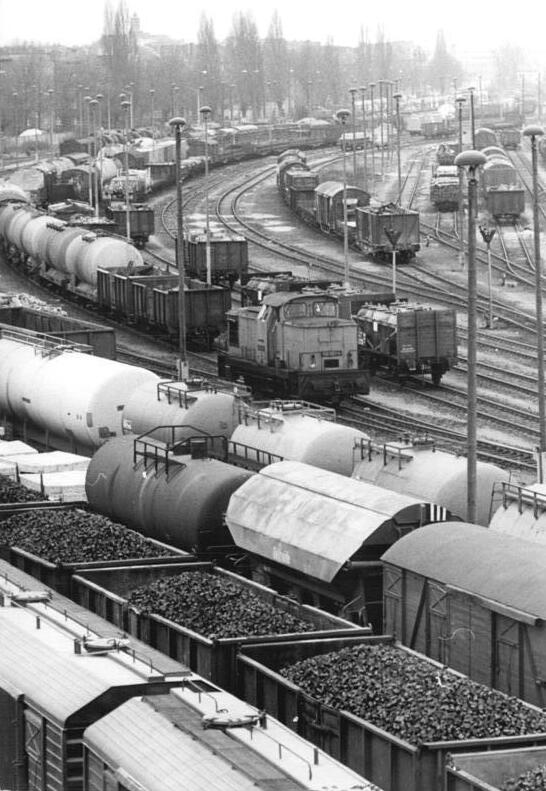
Gleisfeld, 1980

Nordöstlich des Personenbahnhofs schloss sich an der Ostseite des durchgehenden Streckengleises ein einseitiger Rangierbahnhof mit jeweils zwei Einfahr- und Ausfahrgruppen sowie einer Richtungsgruppe an, der nach dem Zweiten Weltkrieg eine Wagenumstellleistungsfähigkeit von bis zu 1800 Güterwagen pro Tag hatte. Vor dem Zweiten Weltkrieg lag die Leistung teilweise noch höher, so wurde 1917 eine Tagesleistung von über 3800 Wagen erreicht, damit war Pankow der größte einseitige Rangierbahnhof im Deutschen Reich.
Errichtet wurde die Anlage von 1891 bis 1893 für 8,9 Millionen Mark (kaufkraftbereinigt in heutiger Währung: rund 75 Millionen Euro). Davon entfielen 5,5 Millionen Mark (rund 46 Millionen Euro) auf den Bahnhof selbst, die übrigen Kosten wurden unter anderem für die Anschlüsse aufgewendet. Sein Bau wurde erforderlich, da die Güterverkehrsanlagen des Stettiner Bahnhofs in Berlin dem gestiegenen Verkehrsaufkommen nicht mehr genügten. Güterzüge nach Berlin liefen zuerst den Stettiner Bahnhof an, wo die Wagen nach Orts- und Übergangsgut getrennt wurden, die Ortsgüterwagen wurden im Bahnhof entladen, während die Übergangswagen über den Bahnhof Gesundbrunnen und die Ringbahn abgefahren wurden. In der Gegenrichtung wurden die Wagen für die Stettiner Bahn im Stettiner Bahnhof gesammelt und dann geschlossen abgefahren. 1888 verzeichnete der Bahnhof täglich allein 600 gefahrene Achsen im Übergangsverkehr, hinzu kamen 470 Achsen im Ortsverkehr. Im Ausgang wurden täglich 70 Achsen Freiladegut und 290 Achsen Schuppen- und Umladegut verzeichnet. In den Nächten von Sonnabend auf Sonntag wurden außerdem Viehzüge aus Pommern für den Bahnhof Centralviehhof umgespannt. Der Kopfbahnhof erwies sich für diesen Verkehr als unterdimensioniert, hinzu kam die außerordentliche Belastung des Streckenabschnittes zwischen dem Stettiner Bahnhof und dem Bahnhof Gesundbrunnen.
Durch die Anlage eines separaten Rangierbahnhofs sollte der Kopfbahnhof vom Güterverkehr weitgehend entlastet und genügend Baufreiheit für den Ausbau des Personenbahnhofs geschaffen werden. Der neue Bahnhof sollte Ausgangs- und Endpunkt für die Güterzüge der Stettiner und Nordbahn werden, ferner sollte das von der Ringbahn für die beiden Strecken bestimmte Gut über den Rangierbahnhof zugeführt werden. Die Pläne sahen hierfür ein Gelände östlich der bestehenden Strecke zwischen der Berliner Straße und dem Gut Blankenburg vor. Für den zu erwartenden Rangierverkehr mussten die am Südwestende kreuzende Berliner Straße und die weiter westlich liegende Mühlenstraße kreuzungsfrei unter der Bahn hindurchgeführt werden. Zudem war die Prenzlauer Chaussee über die Anlagen zu überführen („Schwarze Brücke“), die Damerowstraße wurde durch den Bahnhof unterbrochen und auf der Nordseite an die Chaussee herangeführt. Der Bahnhof wurde am Nordostende an die Stettiner Bahn und am Südwestende an die Stettiner, Ring- und Nordbahn angeschlossen. Die Verbindungskurven zu den beiden letztgenannten Strecken gingen im Herbst 1896 sowie am 1. Mai 1897 in Betrieb. Bei täglich 73 ein- und ebenso vielen ausgehenden Güterzügen wurden etwa 8400 Achsen im Ein- und Ausgang gezählt.
Noch vor dem Bau war der Güterverkehr so stark angewachsen, dass 1889 die Anlage eines Hilfsbahnhofs beschlossen wurde. Dieser wurde zwischen den Bahnhöfen Blankenburg und Karow angelegt und im Januar 1890 seiner Bestimmung übergeben. Der Bahnhof war mindestens bis 1903 noch in Betrieb und diente zuweilen als Vorbahnhof für Pankow.
Der Bahnhof hatte von Südwesten ausgehend sechs Einfahrgleise, die zugleich Ablaufgleise waren. Die Wagen liefen danach in zwei Richtungsgruppen mit je sechs Gleisen. Die einzelnen Richtungen waren: Nordbahn, Nordbahnhof, Ringbahn Ost, Ringbahn West, Stettiner Bahn und Stettiner Bahnhof. Aus der Richtungsgruppe wurden die Wagen dann in die Ablaufgleise am Nordende des Bahnhofs gezogen und von dort aus in zwei weitere Gruppen zum Verteilen nach Stationen und Bahnhofsteilen geschoben. Fertig gebildete Zügen wurden von dort aus in die Sammelgleise westlich der Richtungsgruppe rangiert, die beidseitig an die Ausfahrt angeschlossen war. Eine Sammelgruppe für leere Wagen und eine separate Gleisgruppe mit angeschlossener Umschlaghalle ergänzten die Anlage. Am Südwestende wurden Anlagen für den Ortsgüterverkehr eingerichtet. Am Nordende wurde das Bahnbetriebswerk Berlin-Pankow mit einem 24-ständigen Rundschuppen und einem anfangs sechsständigem Ringlokschuppen errichtet. Gleichzeitig mit dem Rangierbahnhof wurde am 1. Oktober 1893 auch der Haltepunkt Pankow-Heinersdorf eröffnet, von dessen Empfangsgebäude aus ein Zugang zum Rangierbahnhof und dem Bahnbetriebswerk angelegt wurde.
Der Rangierbahnhof wurde während des Zweiten Weltkriegs als strategisch wichtiges Ziel mehrmals von Fliegerbomben getroffen, wobei zunächst jedoch kein erheblicher Schaden entstand. Die Ausweitung der Angriffe gegen Ende des Krieges führten schließlich zu umfangreichen Einschränkungen des Bahnbetriebs. Bei einem britischen Luftangriff am 3. April 1945 wurde unter anderem ein Transportzug getroffen, wobei die darin befindliche Munition detonierte. Mit dem Voranschreiten der Front im Zuge der Schlacht um Berlin wurden die Reichsbahner am 20. April 1945 nach Hause geschickt. Bei den anschließenden Kämpfen geriet der Bahnhof unter Artilleriebeschuss, wobei wiederum mehrere Munitionswagen in Brand gerieten. Am 23. April 1945 war die Front über Pankow vorübergezogen.
Am 4. Mai 1945 nahmen die Reichsbahner den Dienst wieder auf, der zunächst unter der Verwaltung der SMAD stand und im Laufe des Jahres 1945 an die Deutsche Reichsbahn übergeben wurde. Die ersten Arbeiten betrafen zunächst die Beseitigung der Schäden und das Verfüllen der Bombentrichter. Der Ablaufbetrieb wurde im Herbst desselben Jahres wieder aufgenommen. In den 1950er und 1960er Jahren wurde der Bahnhof schrittweise modernisiert, unter anderem wurden die mechanischen Stellwerke durch elektromechanische Stellwerke ersetzt. Die Beleuchtung der Hf-Formsignale wurde zunächst von Petroleum auf Propan umgestellt, später auf elektrische Beleuchtung und schlussendlich wurden die Signale durch Hl-Signale ersetzt. Die Telegrafenleitungen und Morseapparate ließ die Reichsbahn durch Zugmelde- und Bahnhofssprechanlagen ersetzen. Die Bahnhofsbeleuchtung wurde durch HQL-Lampen ersetzt. Die ursprünglich stumpf endende Richtungsgruppe am Nordende des Bahnhofs wurde über das Stellwerk Pka an die Ferngleise in Richtung Blankenburg angeschlossen. Um 1960 betrug die Ablaufleistung Pankows etwa 1700 Wagen. Für den Ablaufbetrieb gingen in den 1970er Jahren elektrodynamische Gleisbremsen in Betrieb, die die bisherigen Hemmschuhbremsen der Ablaufanlage ablösten. Eine elektrische Weichenheizanlage unter Verwendung einer ausgemusterten Elektrolokomotive als Transformator erleichterte den Winterdienst.
Neben den beiden Ladestraßen (1 von der Berliner Straße und 2 von der Granitzstraße), zugänglich für Lebensmittel beziehungsweise Kohle und Baustoffe, gab es einen Palettenumschlagplatz für Großpaletten mit vorgefertigten Betonwänden für das Wohnungsbauprogramm der DDR, Anlagen für Straßenroller und nördlich des Bahnbetriebswerks eine Müllumschlaganlage der Stadtreinigung. Diverse Gleisanschlüsse, unter anderem für Kohle- und Schrotthändler, ergänzten das Bild.
Der zu DDR-Zeiten bedeutende Güter- und Rangierbahnhof verlor nach der politischen Wende immer mehr an Bedeutung. Am 2. Juli 1997 wurde er endgültig stillgelegt. Bis 2007 wurden die gesamten Gleisanlagen und einige Gebäude abgerissen.
Im Jahr 2009 wurde das 250.000 m² große Areal vom Investor Kurt Krieger erworben, der dort ein Einkaufszentrum mit Möbelhaus sowie ein Parkgelände errichten will.

Rangierbahnhof Pankow
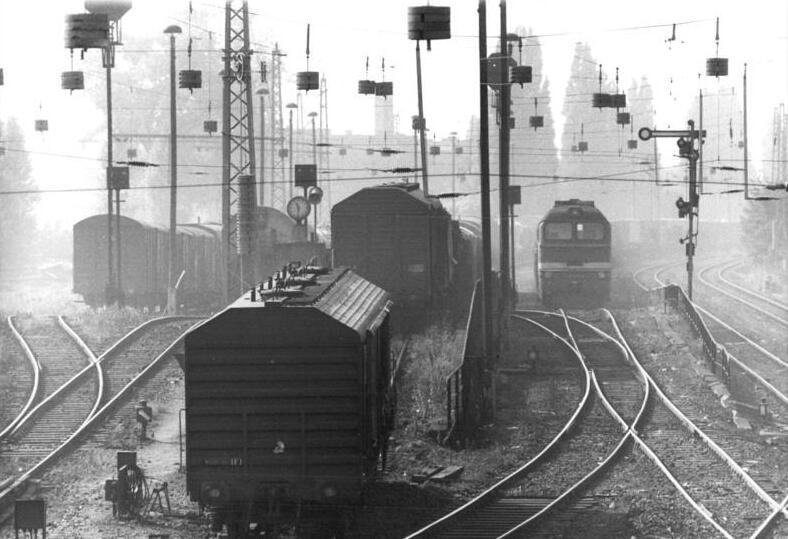
Ablaufberg, 1985
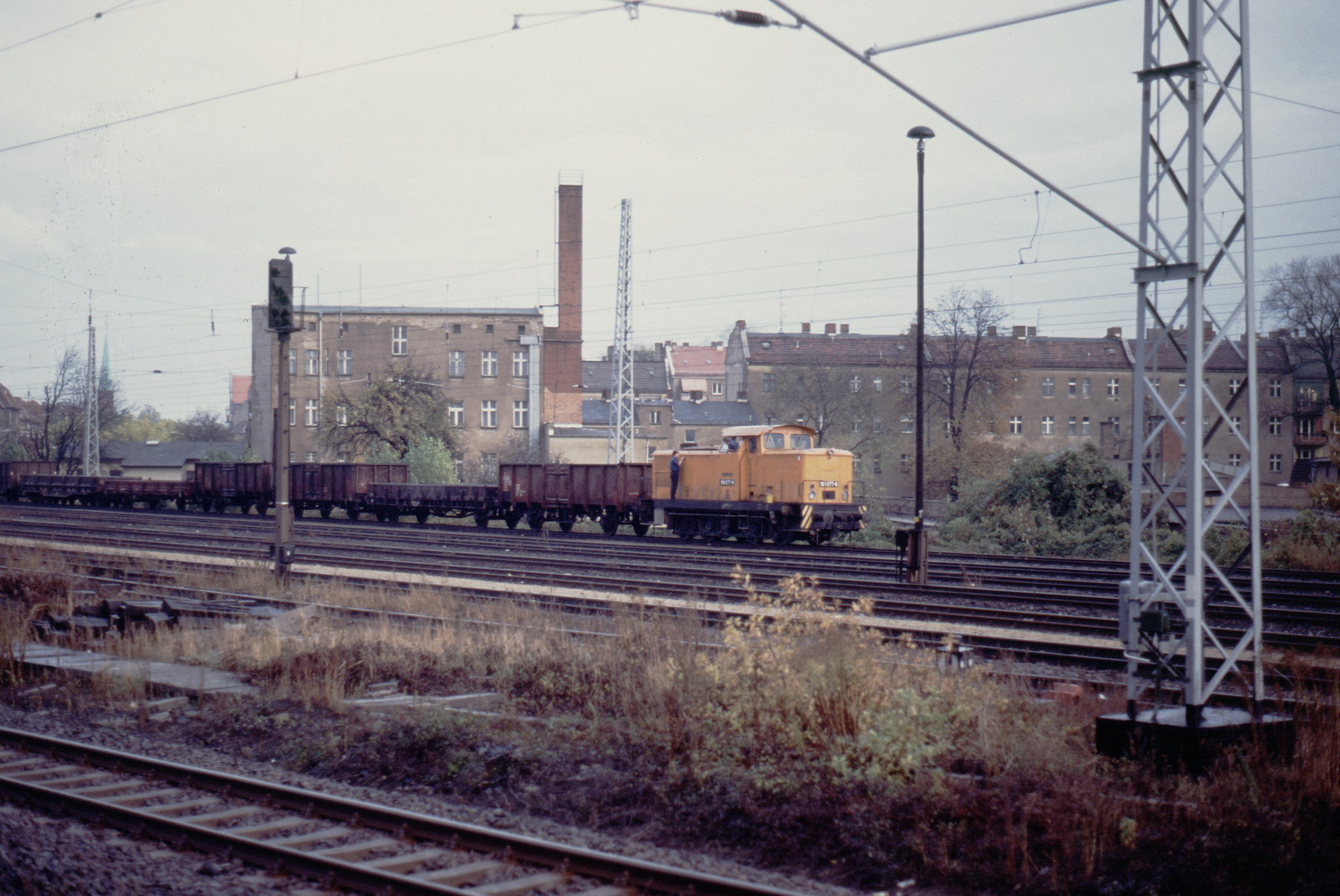
Südwestkopf des Rangierbahnhofs in Höhe der Berliner Straße, 1991
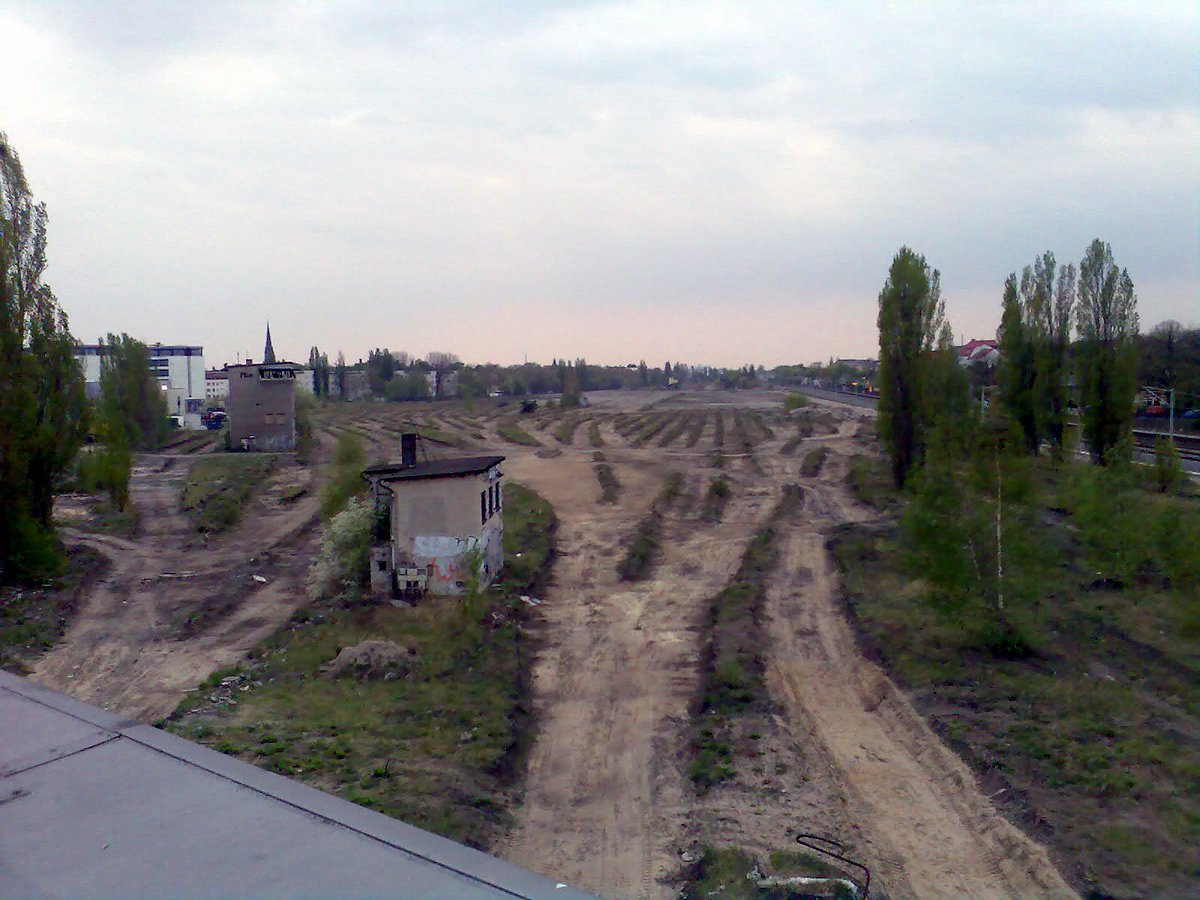
Blick von der Schwarzen Brücke auf das ehemalige Gleisfeld des Rangierbahnhofs, 2007
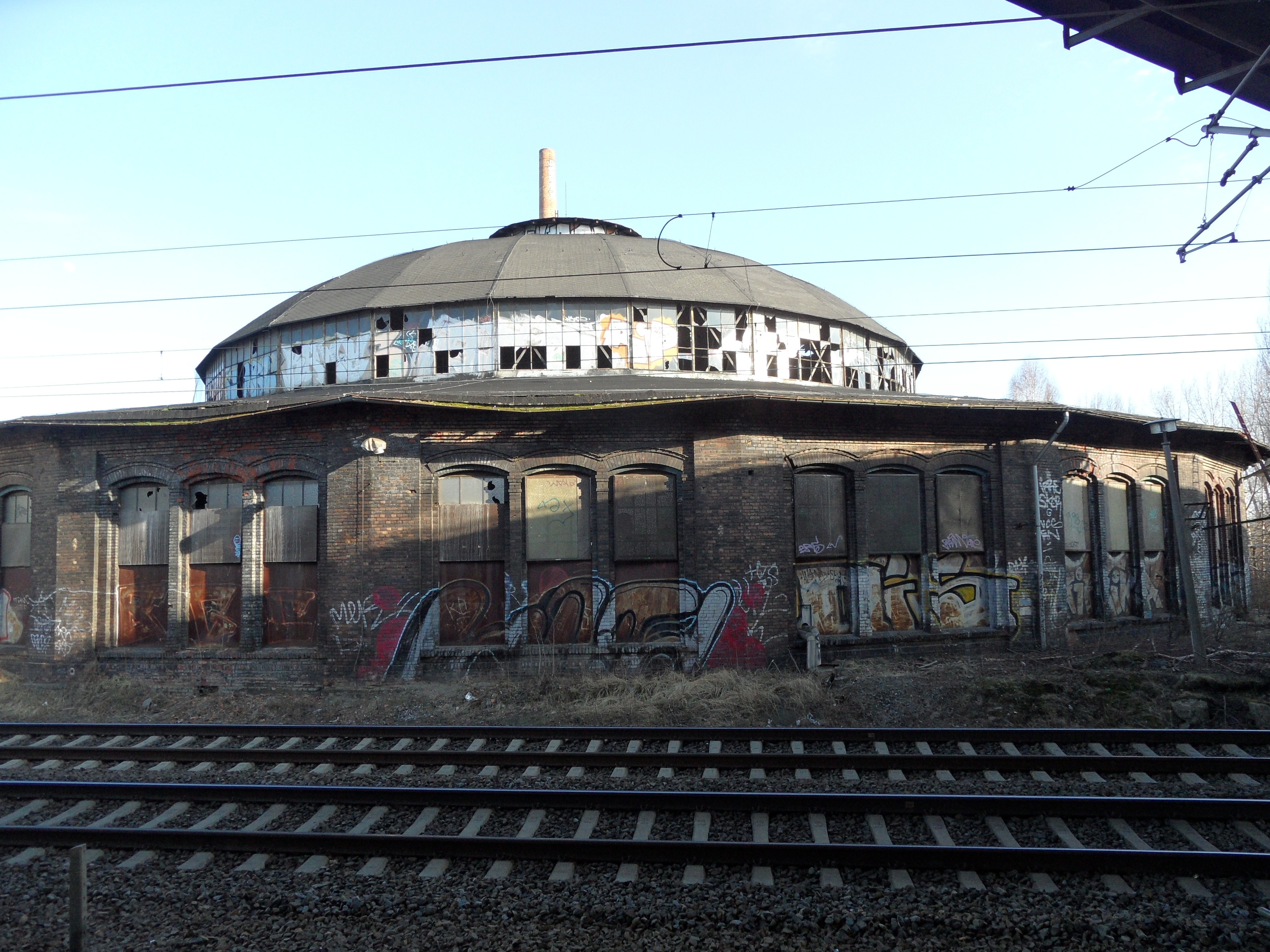
Rundlokschuppen, 2012
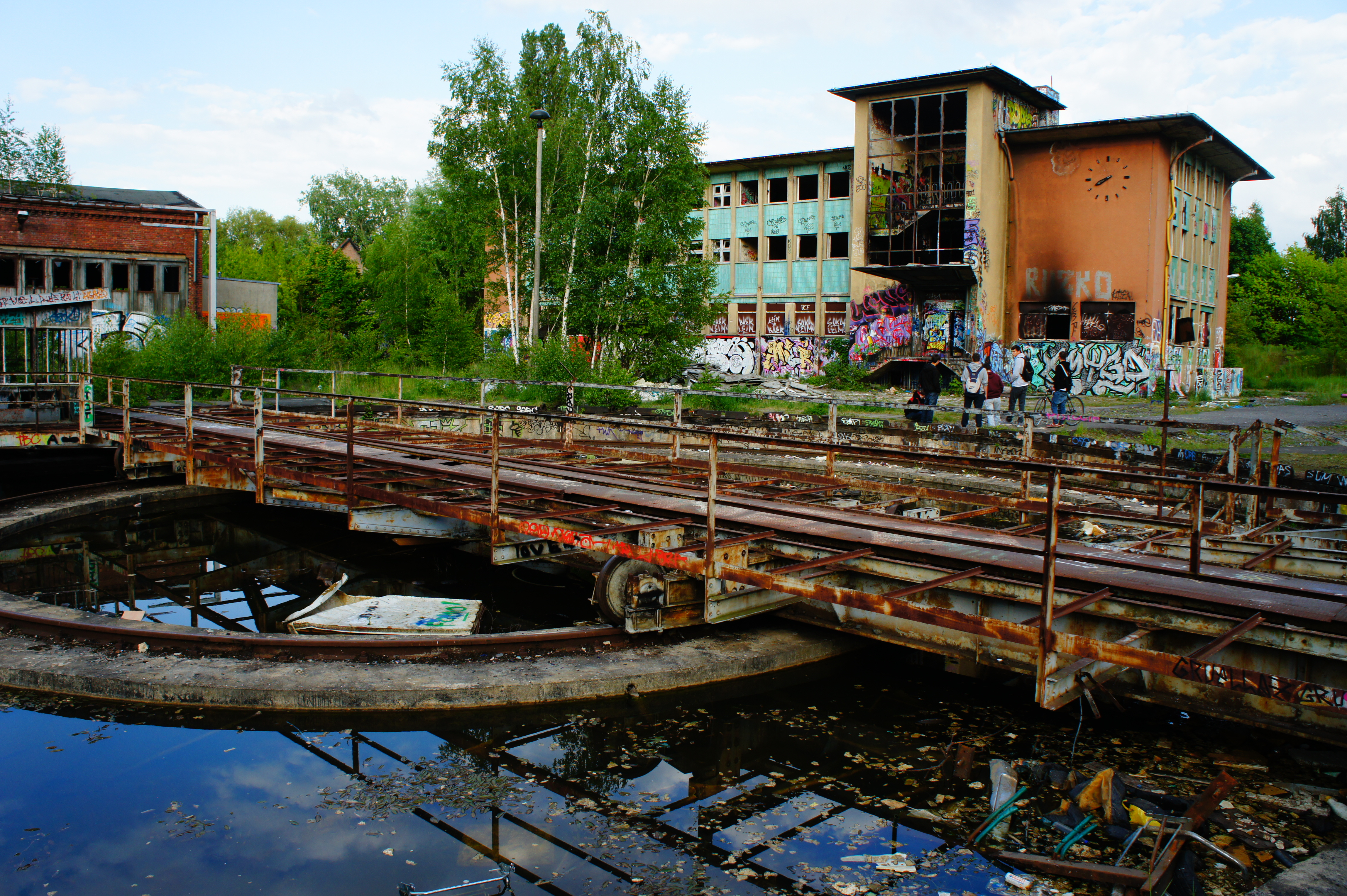
Drehscheibe des ehemaligen Rundlokschuppens, 2015

### U-Bahnhof

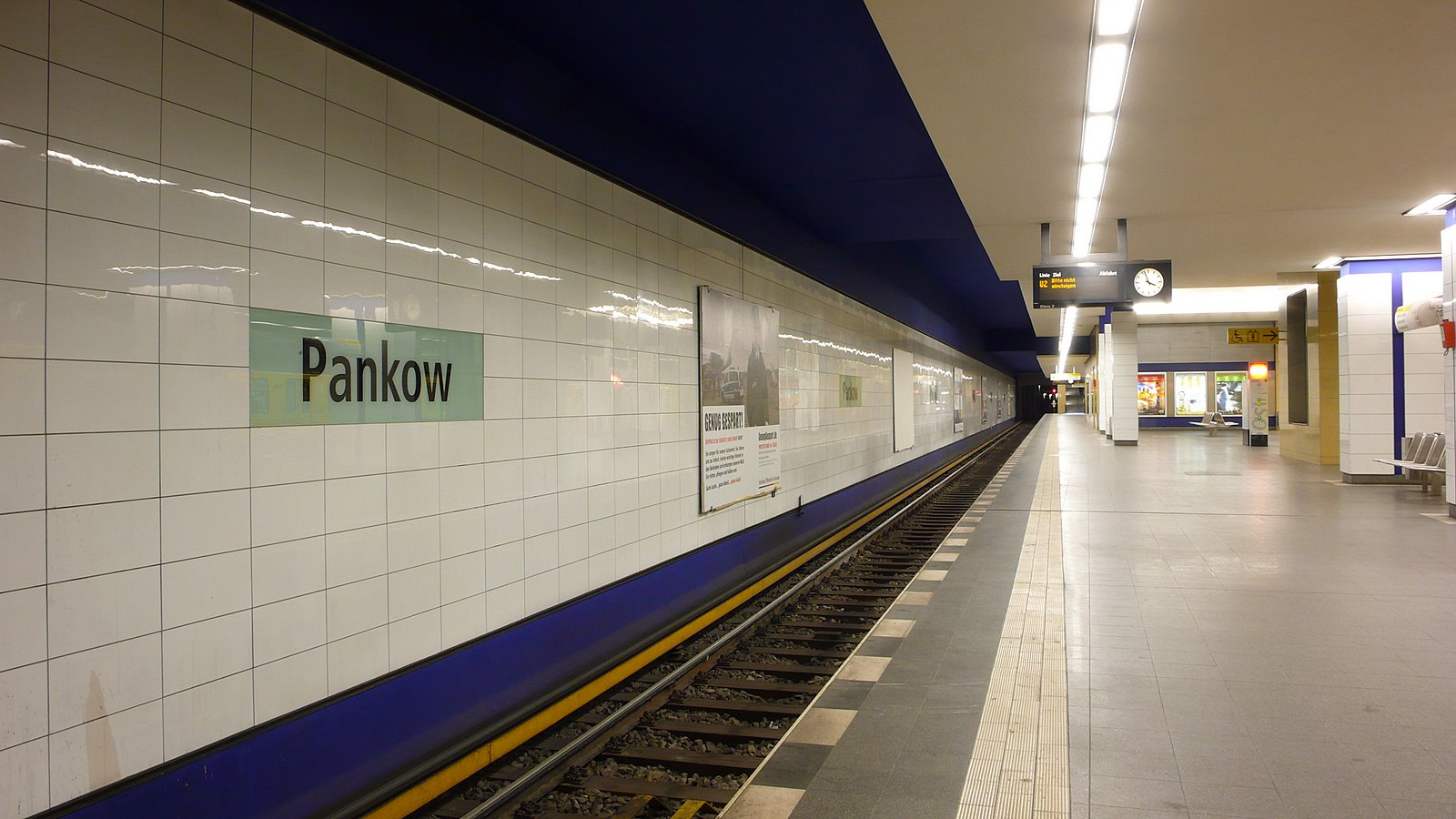
U-Bahnhof Pankow

Trassierungsvarianten für die U-Bahn nach Pankow von 1927; Norden ist rechts; grau die S-Bahn-Trasse

Die Planungen, Pankow mit einer U-Bahn zu erschließen, reichen über 70 Jahre zurück. Mit der Verlängerung der Linie A der Berliner U-Bahn (heutige Linie U2) nach Pankow (Vinetastraße) ergab sich die erste Möglichkeit dazu, die Weltwirtschaftskrise machte dem jedoch einen Strich durch die Rechnung. In den Folgejahren gab es weitere Planungen für einen U-Bahnhof. Da sich die jeweiligen Bauherren über die Geldquellen, die genaue Lage des Bahnhofs und über etwaige Fortsetzungen der Strecke uneinig waren, blieben die Pläne in den Schubladen.
Mitte der 1980er Jahre kamen Pläne für eine Betriebswerkstatt auf dem Geländestreifen zwischen dem Rangierbahnhof und der Granitzstraße bis zur Prenzlauer Promenade auf. Hintergrund war die Verlängerung der Linie E nach Hönow und die damit verbundene Mehrauslastung der Betriebswerkstatt Friedrichsfelde. Die Anlage sollte Abstellgleise für insgesamt 144 Wagen (entspricht 18 Acht-Wagen-Zügen), Stellwerk, Waschanlage, eine Revisionshalle mit 150 m × 48 m Grundfläche sowie eine Reparaturhalle mit 78 m × 18 m Grundfläche umfassen. Der Ministerratsbeschluss wurde am 11. Dezember 1986 gefällt, der erste Spatenstich war am 5. April 1990. Der vorhandene viergleisige U-Bahn-Tunnel sollte so verlängert werden, dass die beiden mittleren Gleise zur Betriebswerkstatt führten und die äußeren Gleise nach Pankow. Die Arbeiten kamen Mitte 1990 zum Erliegen, bevor die Berliner Verkehrsbetriebe beider Stadthälften im Dezember 1990 das Vorhaben vorläufig auf Eis legten, da mit der Wiederherstellung der U-Bahn-Verbindung über Potsdamer Platz die Betriebswerkstatt Grunewald wieder von der Osthälfte aus zugänglich wäre. Auf dem Gelände entstanden später eine Tankstelle und ein Schnellimbiss.
Nach der politischen Wende wurde die Idee der Verlängerung der U-Bahn bis Pankow erneut aufgegriffen. Die Bauarbeiten begannen 1997. Für den Bau der 1,5 Kilometer langen Tunnelstrecke wurden drei Jahre benötigt, parallel dazu wurde der U-Bahnhof Pankow errichtet. Der neue Endbahnhof der Linie U2 wurde am 16. September 2000 eröffnet. Nördlich des Bahnhofs schließt sich unterirdisch eine 200 Meter lange Kehranlage für die Züge an.
Der U-Bahnhof befindet sich nicht unterhalb der Fahrbahn der Berliner Straße, sondern westlich davon versetzt. Beim Weiterbau in den Pankower Ortskern müssten so einige Häuser untertunnelt werden, dafür würde die Strecke geradlinig auf die Ossietzkystraße zulaufen, was wiederum eine optionale Verlängerung in Richtung Niederschönhausen erleichtern würde.

## Sonstiges
Das Gelände des Rangierbahnhofs Berlin-Pankow ist der Haupthandlungsort des Kriminalromans Tod an der Grenze des Berliner Schriftstellers Mathias Christiansen.

## Anbindung
| Linie | Verlauf |
| ----- | --- |
|       | Bernau – Bernau-Friedenstal – Zepernick – Röntgental – Buch – Karow – Blankenburg – Pankow-Heinersdorf – Pankow – Bornholmer Straße – Gesundbrunnen – Humboldthain – Nordbahnhof – Oranienburger Straße – Friedrichstraße – Brandenburger Tor – Potsdamer Platz – Anhalter Bahnhof – Yorckstraße – Südkreuz – Priesterweg – Attilastraße – Marienfelde – Buckower Chaussee – Schichauweg – Lichtenrade – Mahlow – Blankenfelde                                                                                               |
|       | Blankenburg – Pankow-Heinersdorf – Pankow – Bornholmer Straße – Gesundbrunnen – Humboldthain – Nordbahnhof – Oranienburger Straße – Friedrichstraße – Brandenburger Tor – Potsdamer Platz – Anhalter Bahnhof – Yorckstraße – Südkreuz – Priesterweg – Südende – Lankwitz – Lichterfelde Ost – Osdorfer Straße – Lichterfelde Süd – Teltow Stadt |
|       | Birkenwerder – Hohen Neuendorf – Bergfelde – Schönfließ – Mühlenbeck-Mönchmühle – Blankenburg – Pankow-Heinersdorf – Pankow – Bornholmer Straße – Schönhauser Allee – Prenzlauer Allee – Greifswalder Straße – Landsberger Allee – Storkower Straße – Frankfurter Allee – Ostkreuz – Treptower Park – Plänterwald – Baumschulenweg – Schöneweide – Johannisthal – Adlershof – Grünau (– Eichwalde – Zeuthen – Wildau) |
|       | Frohnau – Hermsdorf – Waidmannslust – Wittenau (Wilhelmsruher Damm) – Wilhelmsruh – Schönholz – Wollankstraße – Bornholmer Straße – Schönhauser Allee – Prenzlauer Allee – Greifswalder Straße – Landsberger Allee – Storkower Straße – Frankfurter Allee – Ostkreuz – Treptower Park – Plänterwald – Baumschulenweg – Schöneweide (– Johannisthal – Adlershof – Grünau) |
|       | Pankow – Vinetastraße – Schönhauser Allee – Eberswalder Straße – Senefelderplatz – Rosa-Luxemburg-Platz – Alexanderplatz – Klosterstraße – Märkisches Museum – Spittelmarkt – Hausvogteiplatz – Stadtmitte – Mohrenstraße – Potsdamer Platz – Mendelssohn-Bartholdy-Park – Gleisdreieck – Bülowstraße – Nollendorfplatz – Wittenbergplatz – Zoologischer Garten – Ernst-Reuter-Platz – Deutsche Oper – Bismarckstraße – Sophie-Charlotte-Platz – Kaiserdamm – Theodor-Heuss-Platz – Neu-Westend – Olympia-Stadion – Ruhleben |

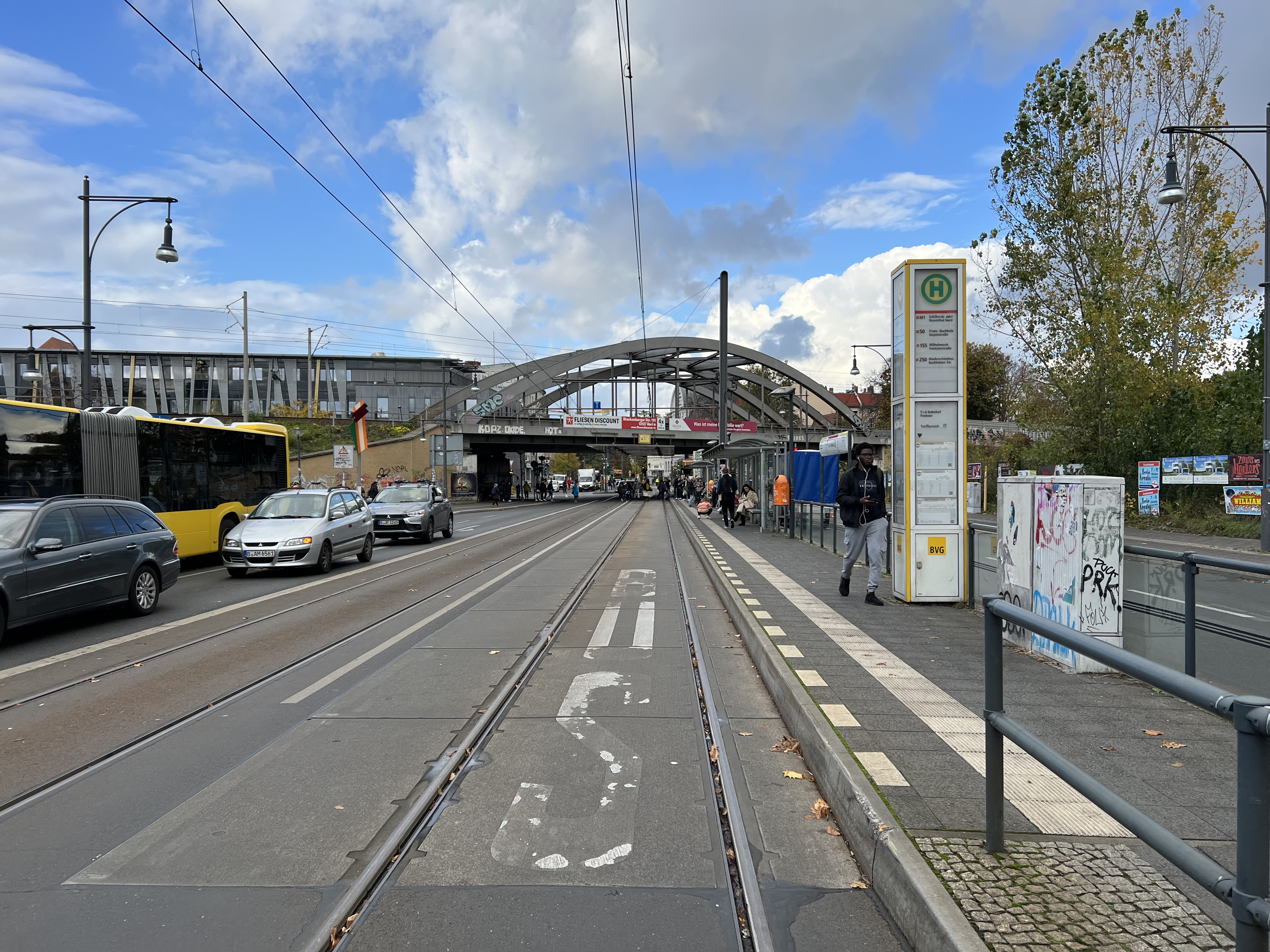
Straßenbahnhaltestelle

Der Bahnhof Berlin-Pankow ist mit den Linien S2, S26 und S8 der S-Bahn, der U-Bahn-Linie U2, den Straßenbahnlinien M1 und 50 sowie den Omnibuslinien M27, X54, 155, 250, 255 und den Nachtlinien N2 und N50 der Berliner Verkehrsbetriebe zu erreichen. Außerdem verkehrt an Samstagen und Sonntagen zusätzlich noch die S85 von Pankow (statt Waidmannslust) nach Schöneweide.
Am Bahnhof stehen 408 Fahrrad-Abstellplätze zur Verfügung, davon 300 Stellplätze in einer Anfang 2016 in Betrieb genommenen doppelstöckigen Anlage.